# Dwór w Ochodzy
Dwór w Ochodzy – dwór znajdujący się w powiecie krakowskim, w gminie Skawina, w Ochodzy.
Dwór oraz park, został wpisany do rejestru zabytków nieruchomych województwa małopolskiego.

## Historia
Dwór został wybudowany w latach 30. XIX w. dla Feliksa Meciszewskiego, syna Filipa Nereusza Meciszewskiego. Około połowy XIX w. właścicielem został Kazimierz Meciszewski a potem rodzina Romerów. Obecnie w rękach prywatnych.

## Architektura
Budynek parterowy, nakryty dachem łamanym polskim z mansardami. Od południa czterokolumnowy portyk, od północy portyk dwukolumnowy, oba w wielkim porządku.